# 山岳部標準時
| UTC-3:30 | ニューファンドランド標準時 （ニューファンドランド夏時間はUTC-2:30） |
| UTC-4    | 大西洋標準時（大西洋夏時間はUTC-3）                                 |
| UTC-5    | 東部標準時（東部夏時間はUTC-4）                                     |
| UTC-6    | 中部標準時（中部夏時間はUTC-5）                                     |
| UTC-7    | 山岳部標準時（山岳部夏時間はUTC-6）                                 |
| UTC-8    | 太平洋標準時（太平洋夏時間はUTC-7）                                 |
| UTC-9    | アラスカ標準時（アラスカ夏時間はUTC-8）                             |
| UTC-10   | ハワイ・アリューシャン標準時                                        |

| UTC+10 | チャモロ標準時 |
| UTC-11 | サモア標準時   |

山岳部標準時（さんがくぶひょうじゅんじ、 Mountain Standard Time: 略称MST）は、協定世界時 (UTC) を7時間遅らせた標準時である。「-0700(MST)」のように表示する。
なお、夏時間では協定世界時より6時間遅れ、山岳部夏時間（Mountain Daylight Time: 略称MDT）と呼ばれている。

## 名称について
アメリカとカナダでは、この時刻帯は総称的に山岳部時間(MT)と呼ばれる。
具体的に述べる場合は、標準時は山岳部標準時(MST)、夏時間は山岳部夏時間(MDT)を使用する。

## 該当地域

### カナダ
- アルバータ州全域
- サスカチュワン州ロイドミンスター周辺
- ヌナブト準州のうち
  - 西経102度線以西
  - キティクメオト地域
- ノースウエスト準州（タングステン（英語版）を除く）
- ブリティッシュコロンビア州のうち
  - イースト・クートニー地域
  - コロンビア・シュスワップ地域東部
  - セントラル・クートニー地域の一部（クレストン（英語版）は夏時間なし）
  - ノーザン・ロッキーズ地域（夏時間なし）
  - ピースリバー地域（夏時間なし）

### アメリカ合衆国

#### 州全域
- アリゾナ州（ナバホ・ネイション以外は夏時間なし）
- コロラド州
- ニューメキシコ州
- モンタナ州
- ユタ州
- ワイオミング州

#### 太平洋標準時にまたがる州
- アイダホ州の南部（アイダホ郡サーモン川（英語版）以南）
- オレゴン州の一部（マルヒュア郡北中部）
- ネバダ州の一部（エルコ郡ウェスト・ウェンドーヴァー（英語版）。また、同郡内のアイダホ州に隣接するいくつかの地域で非公式に採用。）

#### 中部標準時にまたがる州
- カンザス州の4郡（ウォレス郡、グリーリー郡、シャーマン郡、ハミルトン郡）
- サウスダコタ州の西半分（コーソン郡、デューイ郡、スタンリー郡西部、ハーコン郡、ジャクソン郡、ベネット郡以西）
- テキサス州の2郡（エルパソ郡およびハズペス郡）
- ネブラスカ州の西1/3の地域（チェリー郡西部、フッカー郡、アーサー郡、キース郡、パーキンズ郡、チェイス郡、ダンディ郡以西）
- ノースダコタ州の南西部（アダムズ郡、グラント郡、ゴールデンバレー郡、スターク郡、スロープ郡、ビリングス郡、ヘッティンガー郡、ボウマン郡および、スー郡西部、ダン郡南部、マッケンジー郡南部）

### メキシコ
- コリマ州のうちレビジャヒヘド諸島（クラリオン島（英語版）を除く）
- シナロア州
- ソノラ州（夏時間なし）
- チワワ州
- ナヤリット州（バイーア・デ・バンデラス（英語版）を除く）
- バハ・カリフォルニア・スル州

## 主な該当都市
- アカプルコ
- アルバカーキ
- カルガリー
- コロラドスプリングス
- ソルトレイクシティ
- デンバー
- フェニックス